# Karl Theodor Wilisch

Karl Theodor Wilisch

Karl Theodor Wilisch (* 29. November 1847 in Werdau; † 15. Juni 1935 in Freiberg) war ein deutscher Politiker.

## Leben
Der Sohn des Gerichtsamtmanns Carl Ferdinand Wilisch in Werdau und Scheibenberg lernte bis 1866 an der Thomasschule zu Leipzig. Während seines Studiums wurde er 1866 Mitglied der Sängerschaft Arion Leipzig. Er war von 1886 bis 1914 Bürgermeister der erzgebirgischen Bergstadt Annaberg. Von 1897 bis 1914 war er von Amts wegen als 1. Magistratsperson der Stadt Annaberg Mitglied der I. Kammer des Sächsischen Landtags. Am 29. Juni 1914 wurde er zum Ehrenbürger seiner Heimatstadt Annaberg ernannt. Er war Träger des Albrechts-Ordens.